# Онлайн-семінар

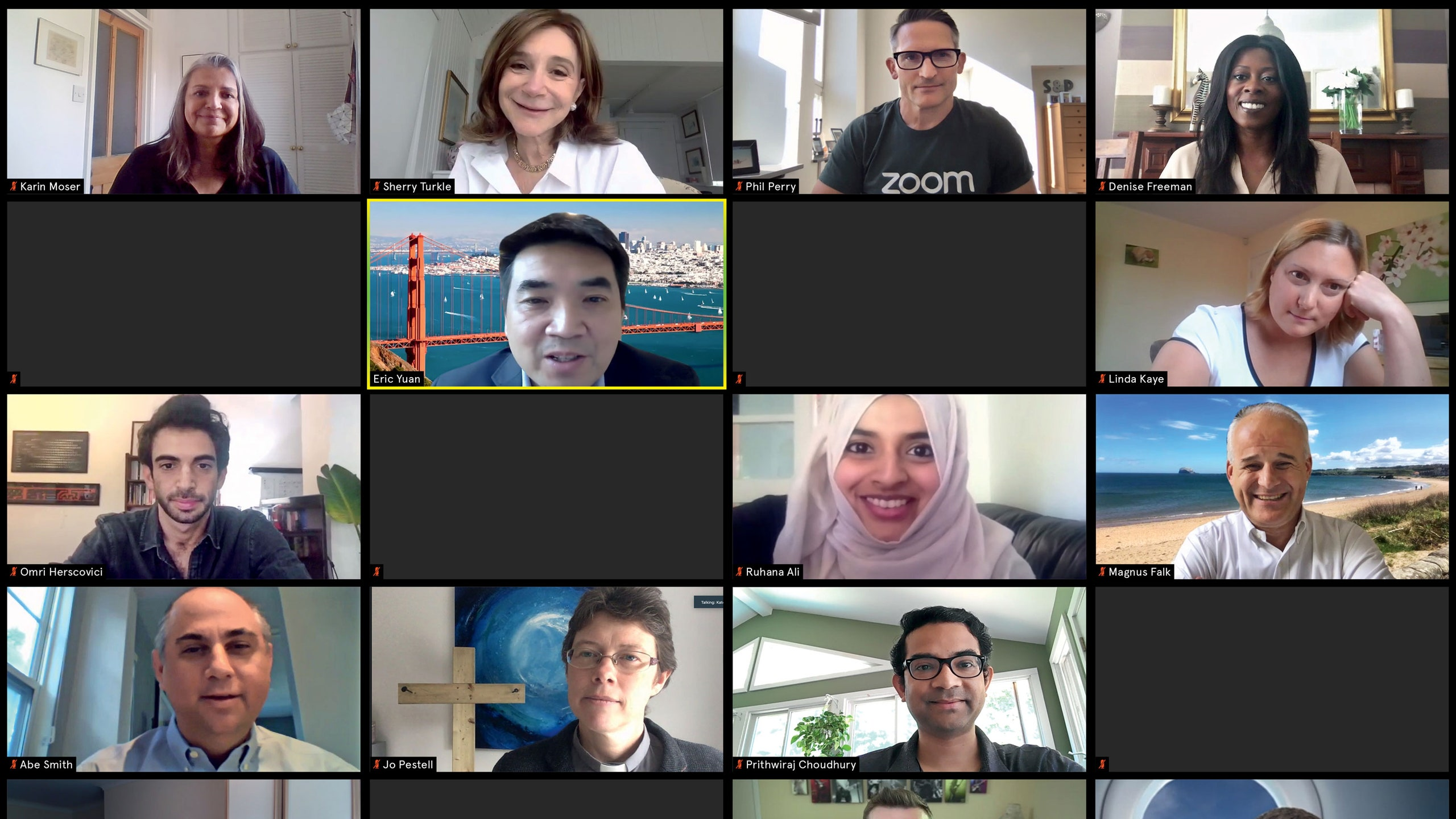
Вебінар у програмі Zoom

Онла́йн-семіна́р або вебінар (англ. webinar — web seminar) — це сукупний термін для онлайн-конференцій, проведення онлайн-зустрічей чи презентацій через Інтернет в режимі реального часу. Зазвичай, програми для проведення вебінарів дозволяють транслювати голос та відео з вебкамери, чого вистачає для проведення судів, організаційних зустрічей, спілкування та навчання.

## Функціонал
Програми для проведення вебінарів зазвичай мають наступні функції:
- VoIP — голосове спілкування у реальному часі.
- Пряма трансляція вебкамери — можливість показати відео зі своєї вебкамери іншим користувачам.
- Слайд-шоу презентації — показ презентацій з підтримкою лазерної указки.
- Текстовий чат — обмін текстовими повідомленнями, або видимими для всіх учасників конференції, або між двома окремими учасниками.
- Трансляція екрана — показ свого екрана, або окремого вікна, всім учасникам конференції.
- Опитування — ведучий може створити опитування, де інші учасники можуть голосувати.
- Дошка(Whiteboard) — Можливість створити дошку для малювання.

## Використання
Для проведення вебінарів зазвичай використовуються клієнтські програми (Zoom, Google Meet тощо), або підключення до вебзастосунка через браузер. В обох випадках для приєднання, зазвичай, використовується код конференції, щоб запобігти приєднанню небажаних учасників. Онлайн-семінари використовуються для здійснення дистанційного навчання, роботи, чи просто спілкування в ситуаціях де неможливо провести відповідні заходи наочно(Наприклад, під час самоізоляції через пандемію COVID-19, або коли разом працюють люди з різних міст/країн).

## Історія
Проведення вебінарів стало можливим завдяки розвитку Інтернету, зокрема технологій TCP/IP.